# Belle-Île-en-Mer
Belle-Île-en-Mer (en idioma bretón, Enez ar Gerveu) es una isla francesa situada en la costa atlántica del departamento de Morbihan, dentro de la región de Bretaña. Sus habitantes se llaman Bellilois y Belliloises. Forma un cantón propio que incluye a las comunas de Bangor, Locmaria, Le Palais y Sauzon.

## Geografía
Belle-Île-en-Mer es la mayor de las Îles du Ponant y de Bretaña (85 km²). Se sitúa a 14 km de la costa de Quiberon, cerca de las islas de Houat y Hœdic. Su superficie adopta una disposición plana a una altitud media de unos 40 metros, si bien está jalonada de numerosos valles. En su parte noreste, frente al continente, se desarrollan dos rías que albergan los dos puertos más importantes de la isla: Le Palais y Sauzon.
No queda ningún resto de la vegetación primitiva, pues durante la Edad Media los cultivos y los prados fueron avanzando a medida que la isla se poblaba.

## Clima
| Parámetros climáticos promedio de Belle Ile (France) | Parámetros climáticos promedio de Belle Ile (France) | Parámetros climáticos promedio de Belle Ile (France) | Parámetros climáticos promedio de Belle Ile (France) | Parámetros climáticos promedio de Belle Ile (France) | Parámetros climáticos promedio de Belle Ile (France) | Parámetros climáticos promedio de Belle Ile (France) | Parámetros climáticos promedio de Belle Ile (France) | Parámetros climáticos promedio de Belle Ile (France) | Parámetros climáticos promedio de Belle Ile (France) | Parámetros climáticos promedio de Belle Ile (France) | Parámetros climáticos promedio de Belle Ile (France) | Parámetros climáticos promedio de Belle Ile (France) | Parámetros climáticos promedio de Belle Ile (France) |
| Mes                                                  | Ene.                                                 | Feb.                                                 | Mar.                                                 | Abr.                                                 | May.                                                 | Jun.                                                 | Jul.                                                 | Ago.                                                 | Sep.                                                 | Oct.                                                 | Nov.                                                 | Dic.                                                 | Anual                                                |
| ---------------------------------------------------- | ---------------------------------------------------- | ---------------------------------------------------- | ---------------------------------------------------- | ---------------------------------------------------- | ---------------------------------------------------- | ---------------------------------------------------- | ---------------------------------------------------- | ---------------------------------------------------- | ---------------------------------------------------- | ---------------------------------------------------- | ---------------------------------------------------- | ---------------------------------------------------- | ---------------------------------------------------- |
| Temp. máx. abs. (°C)                                 | 19.5                                                 | 14.6                                                 | 21.5                                                 | 25                                                   | 28.2                                                 | 34.8                                                 | 33.8                                                 | 33.4                                                 | 29.9                                                 | 24.8                                                 | 19.2                                                 | 17.7                                                 | 34.8                                                 |
| Temp. máx. media (°C)                                | 9.5                                                  | 9.5                                                  | 11.1                                                 | 13                                                   | 16                                                   | 18.6                                                 | 20.9                                                 | 21.3                                                 | 19.3                                                 | 16                                                   | 12.7                                                 | 10.7                                                 | 14.9                                                 |
| Temp. media (°C)                                     | 7.6                                                  | 7.5                                                  | 8.8                                                  | 10.2                                                 | 13.2                                                 | 15.6                                                 | 17.8                                                 | 18.2                                                 | 16.5                                                 | 13.8                                                 | 10.6                                                 | 8.8                                                  | 12.4                                                 |
| Temp. mín. media (°C)                                | 5.7                                                  | 5.5                                                  | 6.5                                                  | 7.4                                                  | 10.4                                                 | 12.7                                                 | 14.8                                                 | 15                                                   | 13.6                                                 | 11.5                                                 | 8.5                                                  | 6.9                                                  | 9.9                                                  |
| Temp. mín. abs. (°C)                                 | -10                                                  | -8.4                                                 | -4.8                                                 | -1.6                                                 | 3                                                    | 5.4                                                  | 8.2                                                  | 7.4                                                  | 6.6                                                  | 2                                                    | -3.4                                                 | -6.2                                                 | -10                                                  |
| Precipitación total (mm)                             | 80.9                                                 | 73.2                                                 | 50.7                                                 | 48.4                                                 | 53.5                                                 | 35                                                   | 36                                                   | 31.8                                                 | 63                                                   | 69.9                                                 | 79.6                                                 | 84.4                                                 | 706.4                                                |
| Horas de sol                                         | 72.0                                                 | 105.0                                                | 136.0                                                | 176.0                                                | 247.0                                                | 234.0                                                | 235.0                                                | 244.0                                                | 153.0                                                | 111.0                                                | 70.0                                                 | 69.0                                                 | 1852.0                                               |
| Fuente: Météo climat stats «Clima de Belle Ile».     |                                                      |                                                      |                                                      |                                                      |                                                      |                                                      |                                                      |                                                      |                                                      |                                                      |                                                      |                                                      |                                                      |

## Historia
La presencia humana en Belle-Île-en-Mer se remonta a la Prehistoria, de la que dan testimonio algunos monumentos megalíticos. Belle Île se separó del continente alrededor del año 6000 a. C., antes que las islas vecinas de Houat y Hœdic. na serie de menhires en alineación atravesaban toda la isla, sólo tres son todavía visibles (menhires de Kervarigeon, Jean, y Jenne de Kerlédan). Los hallazgos arqueológicos de la Edad del Bronce sugieren que la isla disfrutó de un gran aumento de población en esta época, probablemente debido a las mejoras en la navegación. En época celta esta es la isla más grande de las 365 islas que según la leyenda había en el archipiélago del Golfo de Morbihan con el pueblo navegante de los vénetos. 
En época previa a la conquista de las Galias, la isla era una base naval para los vénetos. El nombre romano de la isla parece haber sido Vindilis, que en la Edad Media se corrompió a Guedel. Durante el siglo IX, Belle-Île perteneció al condado de Cornouaille. En la Alta Edad Media se conoce la presencia de un establecimiento monástico, que debió sufrir las acometidas de las invasiones normandas. Durante el resto de la Edad Media la isla depende de la abadía de la Santa Cruz de Quimperlé, y se configura ya como un lugar estratégico para la navegación marítima. En 1572, los monjes de la abadía cedieron la isla a la familia del Cardenal de Retz, en cuyo favor fue elevada a marquesado al año siguiente. Posteriormente pasó a manos de la familia Fouquet. Entre los siglos XVI y XVIII la localidad de Le Palais verá mejoradas sus defensas a través de diferentes proyectos, contando con la presencia de Vauban, quien remodela la ciudadela. Las fortificaciones de la isla fueron erigidas por Vauban en nombre de Nicolas Fouquet, aunque a no fueron totalmente del agrado de Luis XIV. La tierra fue cedida finalmente a la Corona en 1718.
La isla estuvo cayó en manos británicas en 1761, tras su captura por una expedición enviada desde Inglaterra en el marco de la Guerra de los Siete Años. En 1763 fue devuelta a Francia a cambio de Menorca como parte de la Paz de París. Debido a la agitación del conflicto, la mitad de la población se había trasladado de nuevo al continente y las tierras abandonadas se ofrecieron a los acadianos deportados que se establecieron aquí en 1766.
Los ataques a Belle Île y el asedio de Belle Île fueron descritos por Olaudah Equiano (ca. 1745-ca. 1797) en su autobiografía, The Interesting Narrative of the Life of Olaudah Equiano, Or Gustavus Vassa, The African, redactada entre 1789 y junio de 1792. Su libro fue un éxito de ventas en su época. Se convirtió en una figura central en el movimiento abolicionista británico, como un enérgico conferenciante abolicionista, basado en sus propias experiencias como antiguo esclavo. Equiano dio un informe detallado de los ataques y el asedio.
Gran parte de la población actual de la isla desciende de colonos acadianos repatriados que regresaron a Francia después de ser expulsados de Acadia (1755-1764) durante la expulsión de los acadianos.
En 1902 se estableció, en La Haute-Boulogne, una colonia penitenciaria para delincuentes menores de edad, que fue cerrada en 1977. 
Hoy en día, Belle-Île-en-Mer cuenta con una población reducida (5126 habitantes en 2009) pero se ha convertido en un importante centro de turismo regional, atraído por los paisajes costeros y el clima soleado del que disfruta la isla en verano.

## Lugares de interés
- En Le Palais destaca el puerto, la ciudadela de Vauban y las murallas de la parte alta de la población.
- El puerto de Sauzon.
- Las llamadas "Agujas de Port-Coton", unas formaciones pétreas que salen del mar y que han sido inmortalizadas por algunos célebres pintores como Monet.
- La "Pointe des Poulains", en el extremo norte de la isla, que alberga un faro y la casa de Sarah Bernhardt.
- Los senderos costeros, las calas y las diferentes playas.

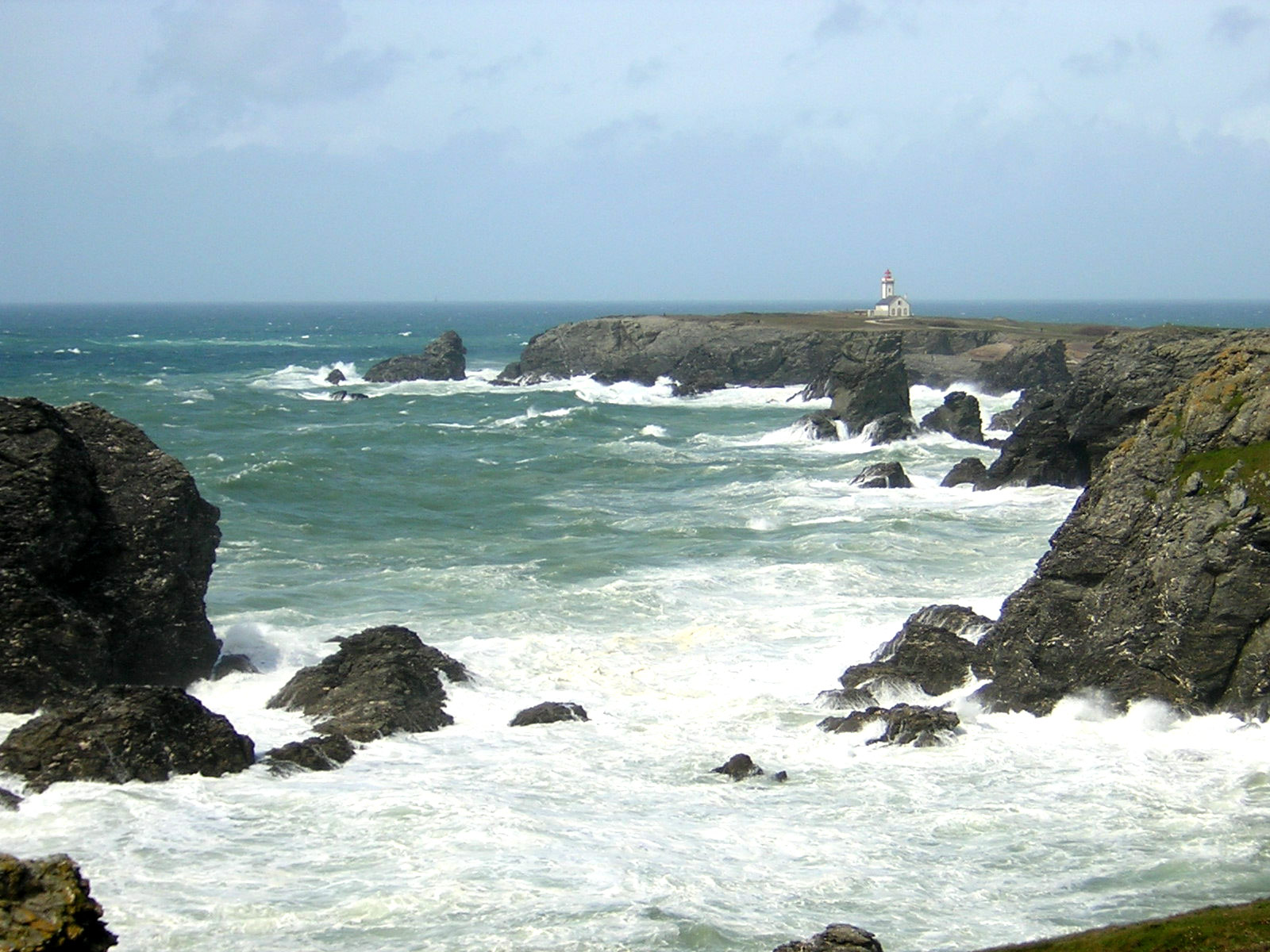
La "Pointe des Poulains"
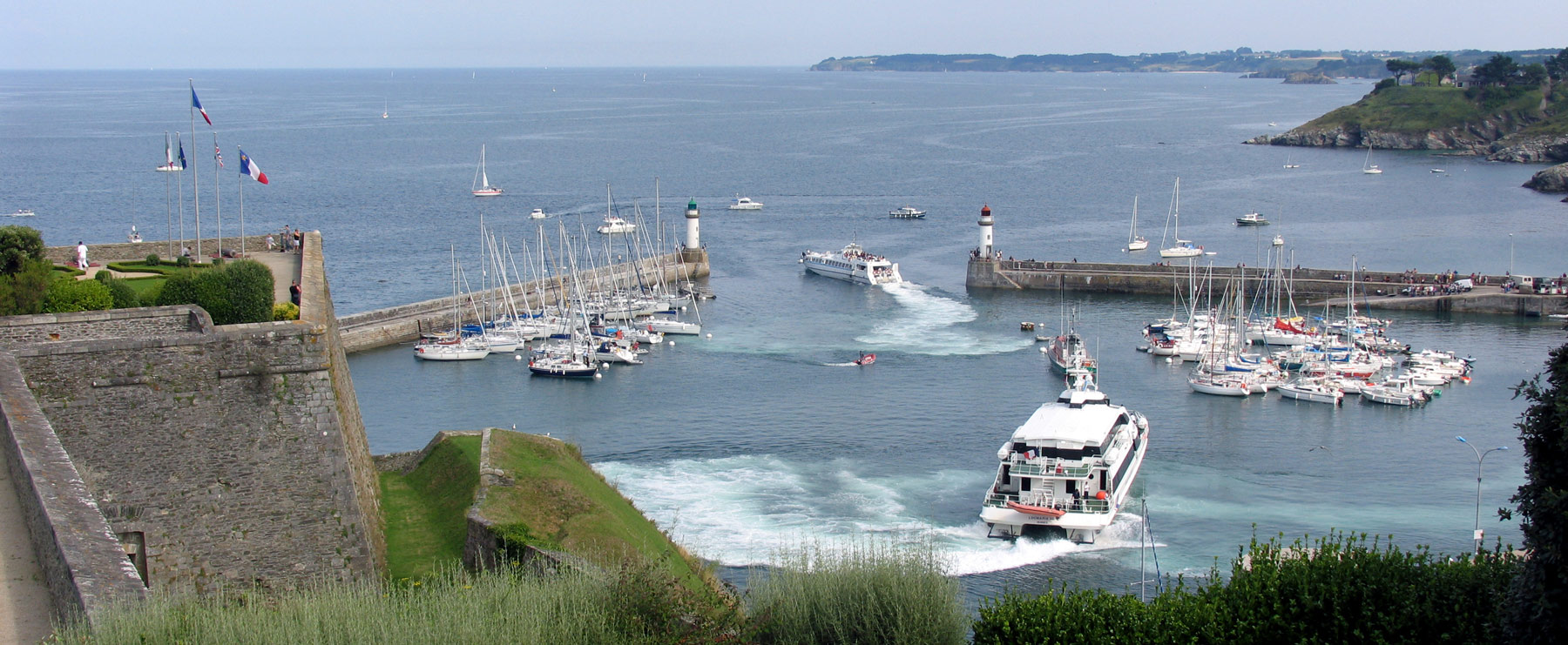
Partida del Locmaria 56 del puerto de Le Palais
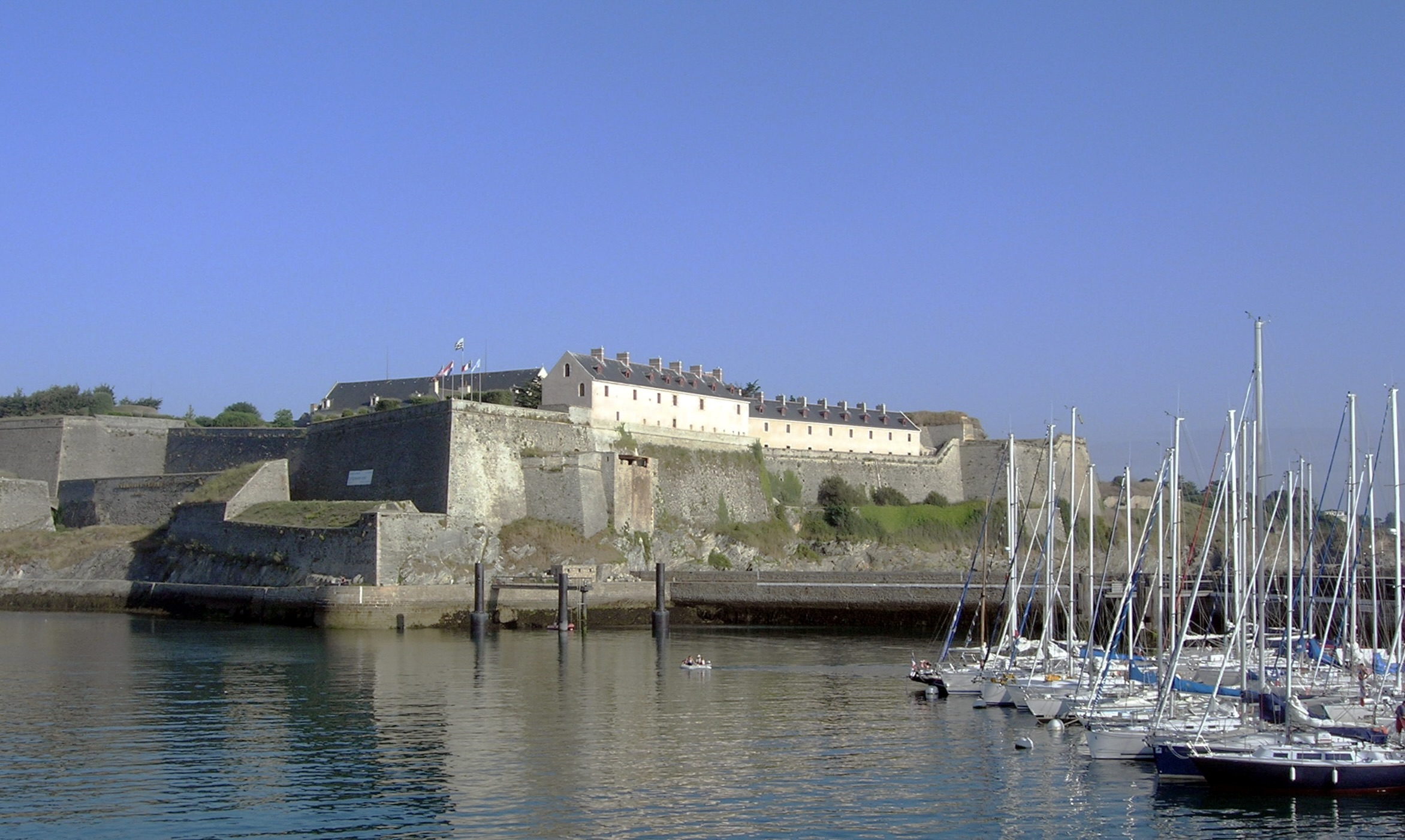
Imagen de la Ciudadela de Le Palais desde el puerto
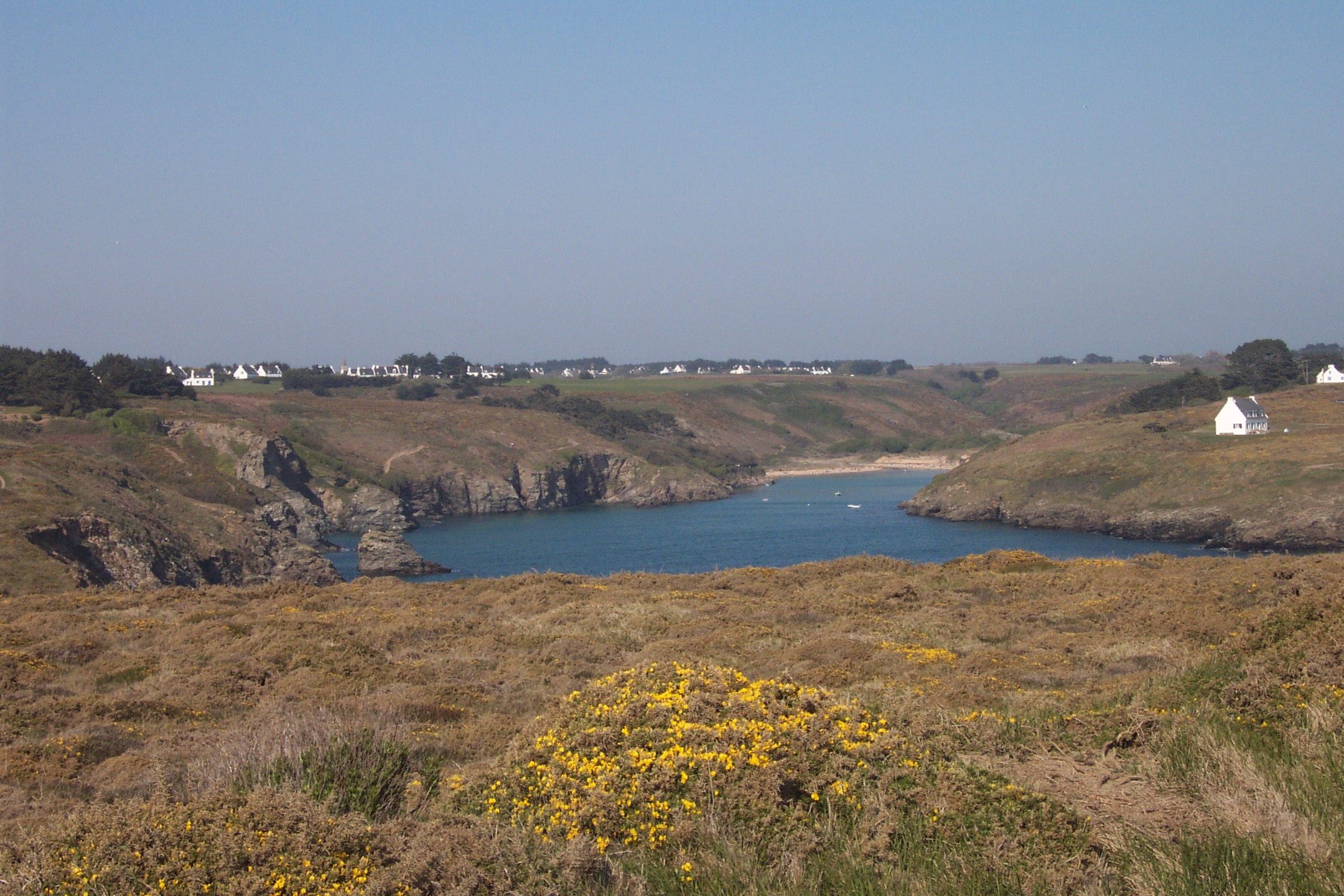
Paisaje costero en Port Kerel
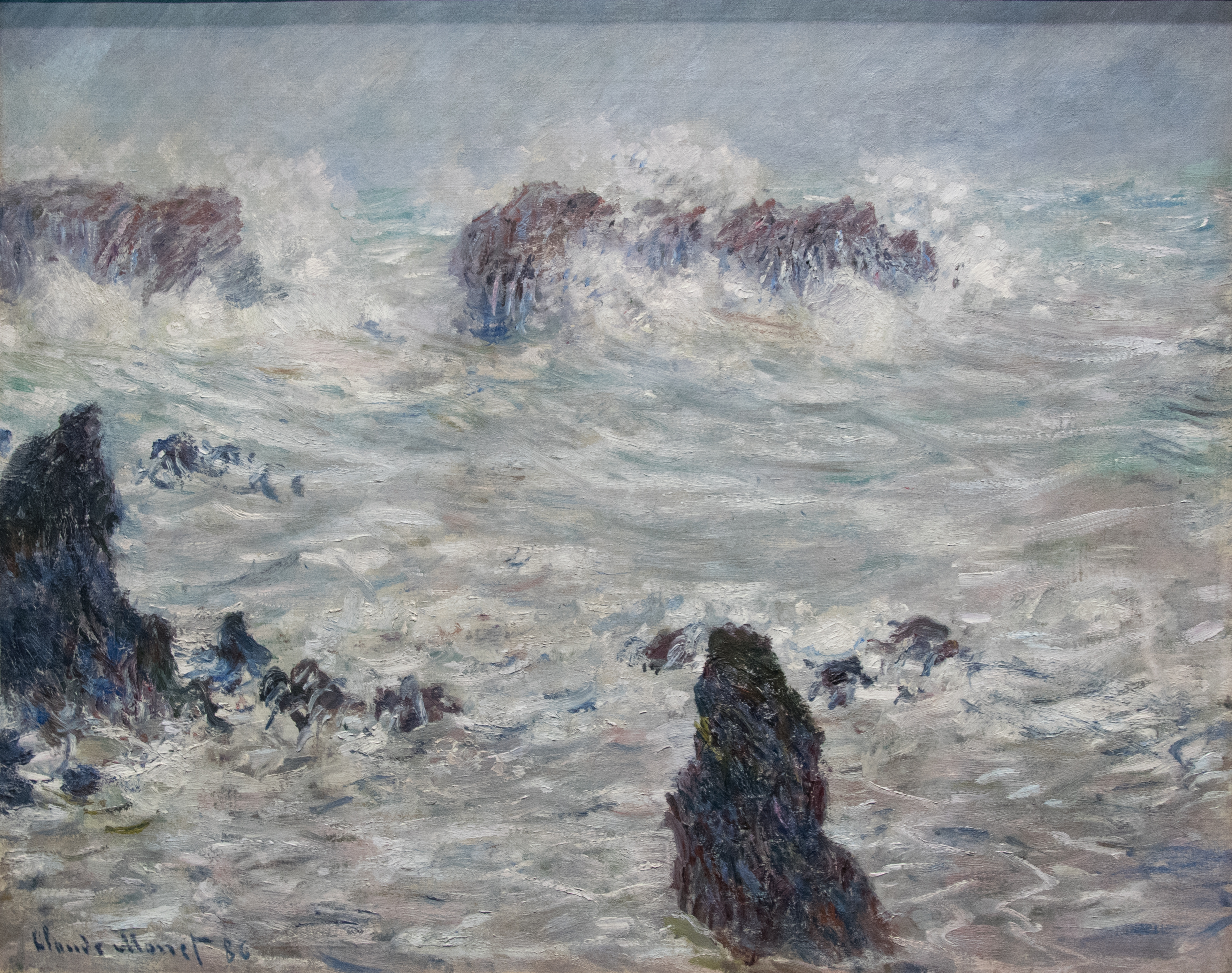
Tempestad en la costa, Claude Monet, 1886